# Temporada da Stock Car Brasil de 2004
A Temporada da Stock Car Brasil de 2004 foi a 26ª edição promovida pela CBA da principal categoria do automobilismo brasileiro.

## Calendário e resultados

### Etapas
| #  | Circuito                     | Data           | Pole Position      | Volta mais rápida | Piloto Vencedor    | Equipe Vencedora                        | Transmissão | Info   |
| -- | ---------------------------- | -------------- | ------------------ | ----------------- | ------------------ | --------------------------------------- | ----------- | ------ |
| 1  | GP de Curitiba (oval)        | 28 de março    | Cacá Bueno         | Cacá Bueno        | Giuliano Losacco   | RC Competições                          | TV Globo    | [ 2 ]  |
| 2  | GP de São Paulo (misto)      | 18 de abril    | Raul Boesel        | Alceu Feldmann    | Giuliano Losacco   | RC Competições                          | TV Globo    | [ 3 ]  |
| 3  | GP de Viamão (misto)         | 2 de maio      | Thiago Camilo      | Cacá Bueno        | Cacá Bueno         | Action Power Racing                     | SporTV      | [ 4 ]  |
| 4  | GP de Londrina (misto)       | 16 de maio     | Giuliano Losacco   | Giuliano Losacco  | Giuliano Losacco   | RC Competições                          | TV Globo    | [ 5 ]  |
| 5  | GP do Rio de Janeiro (misto) | 6 de junho     | Carlos Alves       | Pedro Gomes       | Ingo Hoffmann      | JF Racing                               | SporTV      | [ 6 ]  |
| 6  | GP de São Paulo (misto)      | 18 de julho    | Rodrigo Sperafico  | Hoover Orsi       | Cacá Bueno         | Action Power Racing                     | SporTV      | [ 6 ]  |
| 7  | GP de Curitiba (misto)       | 1° de agosto   | Giuliano Losacco   | Raul Boesel       | Pedro Gomes        | Giaffone Motorsport                     | TV Globo    | [ 7 ]  |
| 8  | GP de Goiânia (misto)        | 5 de setembro  | Felipe Maluhy      | Pedro Gomes       | Giuliano Losacco   | RC Competições                          | SporTV      | [ 6 ]  |
| 9  | GP do Rio de Janeiro (misto) | 19 de setembro | Antonio Jorge Neto | Ingo Hoffmann     | Ingo Hoffmann      | JF Racing                               | TV Globo    | [ 8 ]  |
| 10 | GP de Brasília (oval)        | 17 de outubro  | Antonio Jorge Neto | Thiago Camilo     | Antonio Jorge Neto | Team Medley-Andreas Mattheis Motorsport | SporTV      | [ 9 ]  |
| 11 | GP de Campo Grande (misto)   | 7 de novembro  | Cacá Bueno         | Cacá Bueno        | Cacá Bueno         | Action Power Racing                     | SporTV      | [ 10 ] |
| 12 | GP de São Paulo (misto)      | 28 de novembro | Thiago Camilo      | Thiago Camilo     | Thiago Camilo      | Vogel Motorsport                        | TV Globo    | [ 11 ] |

## Equipes e Pilotos
| Equipe                   | No. | Piloto                | Corridas   |
| ------------------------ | --- | --------------------- | ---------- |
| Action Power             | 0   | Cacá Bueno            | Todas      |
| Action Power             | 7   | Thiago Marques        | Todas      |
| Repsol-Boettger          | 1   | David Muffato         | Todas      |
| Repsol-Boettger          | 36  | Raul Boesel           | Todas      |
| Scuderia 111             | 2   | Neto de Nigris        | 1–9, 11–12 |
| Scuderia 111             | 42  | Fábio Carreira        | 11         |
| Scuderia 111             | 42  | Gabriel Furlán        | 12         |
| Scuderia 111             | 45  | Giuseppe Vecci        | 7 ,9–10    |
| Scuderia 111             | 71  | Paulo Bonifácio       | 10–12      |
| Scuderia 111             | 99  | Gualter Salles        | 1–2, 5–6   |
| WB Motosport             | 3   | Chico Serra           | Todas      |
| WB Motosport             | 4   | Popó Bueno            | All        |
| NasrCastroneves          | 5   | Adalberto Jardim      | 1–8        |
| NasrCastroneves          | 41  | Antonio Stefani       | 9–10       |
| NasrCastroneves          | 41  | Alexandre Conill      | 11–12      |
| NasrCastroneves          | 50  | Juliano Moro          | Todas      |
| A. Jardim Competições    | 5   | Adalberto Jardim      | 1–8        |
| RS Competições           | 6   | Alceu Feldmann        | Todas      |
| Carlos Alves Competições | 8   | Carlos Alves          | Todas      |
| Carlos Alves Competições | 80  | Luiz Carreira         | Todas      |
| RC Competições           | 9   | Giuliano Losacco      | Todas      |
| RC Competições           | 25  | Ricardo Etchenique    | 1–10       |
| RC Competições           | 25  | Luiz Paternostro      | 11–12      |
| JF Racing                | 10  | Sandro Tannuri        | Todas      |
| JF Racing                | 17  | Ingo Hoffmann         | Todas      |
| Avallone Motorsport      | 11  | Nonô Figueiredo       | Todas      |
| Avallone Motorsport      | 12  | Hoover Orsi           | Todas      |
| P&B Racing               | 14  | Wellington Justino    | 10–11      |
| P&B Racing               | 14  | Maurizio Sandro Sala  | 12         |
| P&B Racing               | 88  | Beto Giorgi           | 7–8        |
| Medley-A. Mattheis       | 15  | Antonio Jorge Neto    | Todas      |
| Medley-A. Mattheis       | 27  | Guto Negrão           | 1–10       |
| Medley-A. Mattheis       | 27  | Ricardo Mauricio      | 12         |
| RC3 Bassani              | 16  | Wagner Ebrahim        | 1–2, 9–12  |
| RC3 Bassani              | 23  | Duda Pamplona         | 3–9        |
| RC3 Bassani              | 97  | Renato Jader David    | 12         |
| Vogel Motorsport         | 20  | André Bragantini      | 1–3, 5–12  |
| Vogel Motorsport         | 21  | Thiago Camilo         | Todas      |
| Katalogo Racing          | 22  | Paulo Gomes           | 1–7        |
| Katalogo Racing          | 37  | Ricardo Mauricio      | 1–4        |
| Katalogo Racing          | 37  | Rodrigo Sperafico     | 5–12       |
| Katalogo Racing          | 45  | Giuseppe Vecci        | 2–5        |
| Motor3 Motorsport        | 26  | Wellington Justino    | 1, 3–4     |
| Giaffone Motorsport      | 28  | Airton Daré           | Todas      |
| Giaffone Motorsport      | 43  | Pedro Gomes           | Todas      |
| Nascar Motorsport        | 33  | Valdeno Brito         | 1–5        |
| Nascar Motorsport        | 33  | Felipe Maluhy         | 6–12       |
| Nascar Motorsport        | 77  | Aloysio de Andrade    | 1–2 10     |
| Nascar Motorsport        | 77  | Wagner Ebrahim        | 3–8        |
| Nascar Motorsport        | 77  | Gualter Salles        | 9          |
| Nascar Motorsport        | 77  | Aloysio de Andrade    | 10         |
| Nascar Motorsport        | 77  | Ricardo Etchenique    | 11–12      |
| L&M Racing               | 33  | Valdeno Brito         | 6–12       |
| L&M Racing               | 91  | Henrique Favoretto    | 1–5        |
| Famossul Motorsport      | 34  | Matheus Greipel       | Todas      |
| Hot Car Competições      | 42  | Wanderley Reck Júnior | 11         |
| Hot Car Competições      | 42  | Claudio Capparelli    | 12         |
| Salmini Racing           | 57  | Rodney Felício        | Todas      |

## Resultados da temporada

### Informações Adicionais
- Corridas marcadas com azul-claro foram realizadas debaixo de chuva.
- Sistema de pontuação: 25 pontos para o 1º colocado, 20 para o 2º colocado, 16 para o 3º colocado, 14 para o 4º colocado, 12 para o 5º colocado, 10 para o 6º colocado e menos 1 ponto até o 15º colocado. O piloto deve terminar a prova para a computação dos pontos.

| 1   | Giuliano Losacco    | Chevrolet Astra | 1   | 1   | Ret | 1   | 5   | 2   | 2   | 1   | 9   | 10  | 14  | 5   | 177   |
| 2   | Cacá Bueno          | Chevrolet Astra | EX  | 3   | 1   | Ret | 4   | 1   | 11  | 2   | 7   | Ret | 1   | 4   | 153   |
| 3   | Antonio Jorge Neto  | Chevrolet Astra | 6   | 4   | 3   | 9   | 8   | 7   | Ret | 3   | 2   | 1   | 5   | 2   | 150   |
| 4   | Thiago Camilo       | Chevrolet Astra | 9   | 2   | Ret | 10  | 2   |     | Ret |     | 6   | 2   | 2   | 1   | 128   |
| 5   | Ingo Hoffmann       | Chevrolet Astra | 8   | 14  | Ret | Ret | 1   | Ret | 5   | Ret | 1   | Ret | 3   | Ret | 88    |
| 6   | Raul Boesel         | Chevrolet Astra | Ret | 6   | 2   | 2   | 14  | 4   | Ret | 10  |     |     | 6   | 10  | 88    |
| 7   | David Muffato       | Chevrolet Astra | Ret | 11  | 5   | 11  | 18  | 12  | 8   | Ret | 4   | 3   | 4   | Ret | 78    |
| 8   | Guto Negrão         | Chevrolet Astra | Ret | 10  | 4   | 3   | 12  | 10  | 12  | 6   | 10  | 5   | NP  | NP  | 74    |
| 9   | Pedro Gomes         | Chevrolet Astra | Ret | 8   | 14  | Ret | 6   | Ret | 1   | 5   | Ret | 6   | Ret | 11  | 72    |
| 10  | Thiago Marques      | Chevrolet Astra | EX  | Ret |     |     | Ret |     |     |     |     |     |     |     | 72    |
| 11  | Chico Serra         | Chevrolet Astra | Ret |     |     |     | 15  |     |     |     |     |     |     |     | 62    |
| 12  | Carlos Alves        | Chevrolet Astra | Ret |     |     |     | Ret |     |     |     | Ret |     | Ret |     | 53    |
| 13  | André Bragantini Jr | Chevrolet Astra | Ret |     | Ret | NP  | Ret |     |     |     | Ret |     | Ret |     | 50    |
| 14  | Felipe Maluhy       | Chevrolet Astra | NP  | NP  | NP  | NP  | NP  | DSQ | 3   | 7   | 11  | 9   | 12  | 3   | 48    |
| 15  | Popó Bueno          | Chevrolet Astra | Ret | Ret | Ret | 17  | 19  | Ret | 4   | 9   | 3   | Ret | Ret | Ret | 37    |
| Pos | Piloto              | Carro           | PR  | SP  | RS  | PR  | PR  | SP  | PR  | PR  | RJ  | DF  | MS  | SP  | Total |

| Cor      | Resultado            |
| -------- | -------------------- |
| Ouro     | Vencedor             |
| Prata    | 2º lugar             |
| Bronze   | 3º lugar             |
| Verde    | Terminou, nos pontos |
| Azul     | Terminou, sem pontos |
| Púrpura  | Retirou-se (Ret)     |
| Vermelho | Não qualificado (NQ) |
| Preto    | Desqualificado (DSQ) |
| Branco   | Não largou (NL)      |
| Sem cor  | Não participou (NP)  |
| Sem cor  | Lesionado (Les)      |
| Sem cor  | Excluído (EX)        |

† = Não terminou a etapa, mas foi classificado porque completou 90% da corrida.